# Gruta da Barca (Madalena)
A Gruta da Barca (Madalena) é uma gruta portuguesa localizada na freguesia da Madalena, concelho da Madalena do Pico ilha do Pico, arquipélago dos Açores.
Esta cavidade apresenta uma geomorfologia de origem vulcânica em forma de tubo de lava com 516 m. de comprimento por uma altura máxima de 6 m.